# Sentier Laurent-Fignon
Le sentier Laurent-Fignon est une voie du bois de Vincennes située dans le 12e arrondissement de Paris, en France.

## Description
Le sentier Laurent-Fignon relie l’avenue de Gravelle à l’avenue du Maréchal-Leclerc (Saint-Maurice, Val-de-Marne). Il s'agit d'une côte de 550m environ. 

## Histoire
Ce sentier porte le nom du coureur cycliste Laurent Fignon (1960-2010). 
Il a été inauguré le 5 juin 2013 par le maire de Paris Bertrand Delanoë en présence du maire de Saint-Maurice, Christian Cambon,.